# Susana Higuchi
Susana Higuchi Miyagawa (ur. 26 kwietnia 1950 w Limie, zm. 8 grudnia 2021 tamże) – peruwiańska polityk, w latach 1990–1994 pierwsza dama Peru, deputowana do Kongresu Republiki Peru w latach 2001–2006.
Z zawodu inżynier. Studiowała na Państwowej Politechnice Peruwiańskiej.
W 1974 wyszła za mąż za przyszłego prezydenta Peru Alberto Fujimoriego. Podobnie jak jej mąż, jest pochodzenia japońskiego.
W 1994 oskarżyła swojego męża (z którym była już od pewnego czasu w separacji) o korupcję, siłowe przetrzymywanie jej w pałacu prezydenckim i stosowanie wobec niej przemocy fizycznej i psychicznej. Planowała również start w wyborach prezydenckich w Peru w 1995, co ostatecznie uniemożliwiło jej przegłosowanie ustawy zakazującej członkom najbliższej rodziny urzędującego prezydenta kandydowanie na ten urząd. Alberto Fujimori zaprzeczał, jakoby miał stosować przemoc wobec żony, zaś prezentowane przez nią jako dowód blizny miały jego zdaniem być efektem stosowanej przez nią japońskiej kuracji – termopunktury.
3 sierpnia 1994 Susana Higuchi ostatecznie odeszła od męża. Straciła wówczas tytuł pierwszej damy Peru i łączące się z nim stanowisko prezes Fundacji na rzecz Dzieci Peru. Obowiązki te przejęła najstarsza córka Fujimorich, Keiko.
Higuchi oskarżyła byłego męża o defraudację 12,5 mln dolarów, które otrzymał z Japonii na walkę z ubóstwem wśród peruwiańskich dzieci. Zdaniem polityk Alberto Fujimori przelał tę sumę na konto w japońskim banku. Również temu zarzutowi były prezydent zaprzeczył.
W 2001 została deputowaną do Kongresu Republiki Peru z ramienia partii Frente Independiente Moralizador z okręgu Limy.